# Abraham-Lincoln-Straße 6 (Weimar)

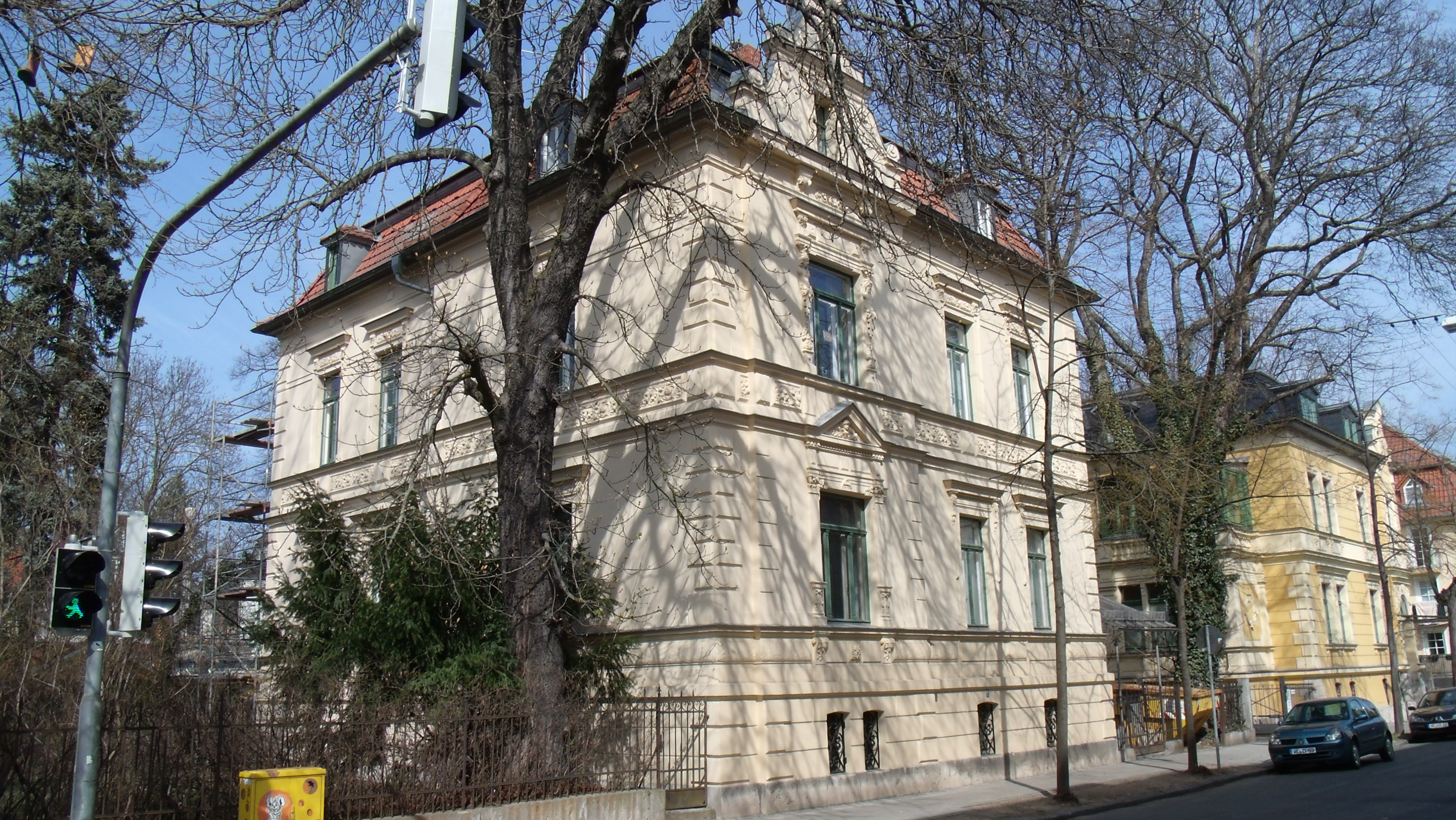
Abraham-Lincoln-Straße 6

Das Haus Abraham-Lincoln-Straße 4 in Weimar ist eine denkmalgeschützte Villa im Stil der Neorenaissance. Zur Zeit seiner Erbauung hieß die Abraham-Lincoln-Straße Gartenstraße.

## Geschichte
Die Villa entstand 1898/99 nach einem Entwurf des Architekten und Bauunternehmers Albert Sömmering für den Rentier und Bauunternehmer Friedrich Gundermann. Der zweigeschossige unterkellerte Mischbau besteht aus Ziegelmauerwerk im Erdgeschoss und Fachwerk mit Steinvorlage im Obergeschoss. Das Gebäude besitzt ein Walmdach. Der Eingang mit einer gläsern überdachten Freitreppe an dem Risaliten ist an der Ostseite angeordnet. Die dreiachsige Fassade an der Straßenseite wird mit einem nicht in der Symmetrieachse angeordneten Schweifgiebel akzentuiert. Der auf der Rückseite befindliche Balkon mit einer eisernen Verzierung stammt noch aus der Erbauungszeit. Unter- und Obergeschoss werden durch ein Ornamentfelderband, die Fenster durch Ornamentfelder an den Rahmen zusätzlich betont. An dem gärtnerisch gestalteten Grundstück befindet sich ein Metallgitterzaun. Die Fensterbänke und der Hauseingang besteht aus Berkaer oder Tonndorfer Sandstein.